# Ломбертс, Николас
Ни́колас Роберт Христиан Ло́мбертс (нидерл. Nicolas Robert Christian Lombaerts; 20 марта 1985, Брюгге) — бельгийский футболист, центральный защитник.

## Карьера

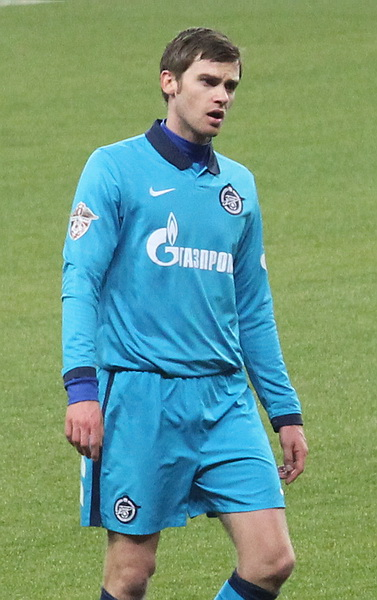
Николас Ломбертс в составе санкт-петербургского «Зенита», 27 октября 2010

Воспитанник футбольной школы «Брюгге». С июля 2004 года играл за бельгийский «Гент», провёл 76 матчей в национальном чемпионате, забил 1 гол.
В июле 2007 года перешёл в санкт-петербургский «Зенит», заплативший за него 4 миллиона евро. В сезоне 2007 стал чемпионом России.
Игрок молодёжной сборной Бельгии. В июне 2007 года участвовал в чемпионате Европы среди молодёжных сборных, где его команда дошла до полуфинала, в одном из матчей был капитаном команды.
В национальной сборной дебютировал в 2006 году в товарищеском матче с Саудовской Аравией, выйдя на замену на 89-й минуте. Первый официальный матч в составе национальной сборной провёл в 2007 году против сборной Сербии, где также вышел на замену. 12 сентября 2007 в Алма-Ате перед матчем сборных Бельгии и Казахстана Ломбертса обокрали во время предыгровой разминки. Когда футболисты вышли на поле, неизвестный вор из раздевалки через окно выкрал его штаны, где находились бумажник с несколькими тысячами евро, кредитными карточками, водительским удостоверением и два мобильных телефона.
В матче 4-го тура группового этапа Лиги чемпионов 2011/12 против донецкого «Шахтёра» Ломбертс забил единственный гол в матче, открыв счёт своим голам в Лиге чемпионов, также Ломбертс был признан лучшим игроком матча.
Отыграв матч 4-го тура группового этапа Лиги чемпионов 2013/14 против «Порту» Ломбертс стал рекордсменом среди легионеров клуба по количеству сыгранных матчей (191 матч), обогнав прошлого держателя рекорда Радека Ширла.
24 марта 2017 было объявлено о подписании Ломбертсом 3-летнего контракта с клубом «Остенде». Контракт вступает в силу после окончания сезона 2016/17.

## Травмы
Второй сезон в «Зените» закончился для Николаса Ломбертса очень быстро. 21 февраля 2008 года в ответном матче 1/16 Кубка УЕФА 2007/08 с испанским клубом «Вильярреал», проходившем в гостях, защитник получил тяжёлую травму коленного сустава. На 30-й минуте матча Ломбертс, находясь у ворот соперника, в высоком прыжке сбросил мяч Погребняку, который смог забить единственный и решающий гол зенитовцев в ворота испанцев. При этом Николас сильно ударился левым коленом о штангу, после чего его унесли с поля на носилках. Через полтора месяца, когда, казалось, уже близилось выздоровление, на первой же тренировке 7 апреля у футболиста произошёл разрыв крестообразной связки того же сустава, в результате чего он выбыл из строя ещё на семь месяцев.
После травмы впервые вышел на поле 16 ноября 2008 года в матче с московским «Динамо» и отыграл весь матч. Но уже в следующем заключительном матче первенства России («Спартак» Москва — «Зенит»), 22 ноября, Ломбертс был вынужден досрочно покинуть футбольное поле. Очередную травму колена он получил в январе 2009 года на тренировке. В результате в течение почти всего межсезонья и значительной части чемпионата 2009 года Николас вновь проходил курс лечения и восстановления.
Возобновил свои выступления за команду 19 июля 2009 года, выйдя на замену во 2-м тайме матча 14-го тура чемпионата страны «Терек» — «Зенит».
17 февраля 2011 года в первом же матче сезона во встрече со швейцарским клубом «Янг Бойз» в рамках Лиги Европы Ломбертс получил очередную травму колена и выбыл на месяц. После этого случая крупных травм у игрока не было.

#### Голы за сборную Бельгии
| № | Дата            | Место                                     | Противник | Счёт | Результат | Соревнование                |
| - | --------------- | ----------------------------------------- | --------- | ---- | --------- | --------------------------- |
| 1 | 12 октября 2010 | Стадион короля Бодуэна, Брюссель, Бельгия | Австрия   | 4:3  | 4:4       | ЕВРО-2012 (отбор, группа А) |
| 2 | 6 сентября 2011 | Стадион короля Бодуэна, Брюссель, Бельгия | США       | 1:0  | 1:0       | Товарищеский матч           |
| 3 | 12 ноября 2014  | Стадион короля Бодуэна, Брюссель, Бельгия | Исландия  | 1:0  | 3:1       | Товарищеский матч           |

## Статистика

### Клубная карьера
| Выступление      | Выступление      | Выступление      | Лига | Лига | Кубок | Кубок | Еврокубки | Еврокубки | Итого | Итого |
| Клуб             | Лига             | Сезон            | Игры | Голы | Игры  | Голы  | Игры      | Голы      | Игры  | Голы  |
| ---------------- | ---------------- | ---------------- | ---- | ---- | ----- | ----- | --------- | --------- | ----- | ----- |
| Гент             | Лига Жюпиле      | 2004/05          | 13   | 0    | 1     | 0     | 0         | 0         | 14    | 0     |
| Гент             | Лига Жюпиле      | 2005/06          | 31   | 1    | 3     | 0     | 6         | 0         | 40    | 1     |
| Гент             | Лига Жюпиле      | 2006/07          | 32   | 0    | 5     | 0     | 2         | 0         | 39    | 0     |
| Гент             | Итого            | Итого            | 76   | 1    | 9     | 0     | 8         | 0         | 93    | 1     |
| Зенит (СПб)      | Премьер-лига     | 2007             | 13   | 2    | 2     | 0     | 8         | 0         | 23    | 2     |
| Зенит (СПб)      | Премьер-лига     | 2008             | 2    | 0    | 0     | 0     | 3         | 0         | 5     | 0     |
| Зенит (СПб)      | Премьер-лига     | 2009             | 15   | 2    | 1     | 0     | 2         | 0         | 18    | 2     |
| Зенит (СПб)      | Премьер-лига     | 2010             | 26   | 3    | 4     | 0     | 7         | 0         | 37    | 3     |
| Зенит (СПб)      | Премьер-лига     | 2011/12          | 40   | 1    | 2     | 0     | 9         | 2         | 51    | 3     |
| Зенит (СПб)      | Премьер-лига     | 2012/13          | 22   | 0    | 3     | 0     | 10        | 0         | 35    | 0     |
| Зенит (СПб)      | Премьер-лига     | 2013/14          | 27   | 1    | 0     | 0     | 12        | 0         | 39    | 1     |
| Зенит (СПб)      | Премьер-лига     | 2014/15          | 24   | 0    | 1     | 0     | 12        | 0         | 37    | 0     |
| Зенит (СПб)      | Премьер-лига     | 2015/16          | 18   | 0    | 3     | 0     | 8         | 0         | 29    | 0     |
| Зенит (СПб)      | Премьер-лига     | 2016/17          | 8    | 0    | 2     | 0     | 5         | 0         | 15    | 0     |
| Зенит (СПб)      | Итого            | Итого            | 195  | 9    | 18    | 0     | 76        | 2         | 289   | 11    |
| Остенде          | Лига Жюпиле      | 2017/18          | 30   | 1    | 3     | 0     | 0         | 0         | 33    | 1     |
| Остенде          | Лига Жюпиле      | 2018/19          | 22   | 0    | 4     | 0     | 0         | 0         | 26    | 0     |
| Остенде          | Лига Жюпиле      | 2019/20          | 0    | 0    | 0     | 0     | 0         | 0         | 0     | 0     |
| Остенде          | Итого            | Итого            | 52   | 1    | 7     | 0     | 0         | 0         | 59    | 1     |
| Всего за карьеру | Всего за карьеру | Всего за карьеру | 323  | 11   | 34    | 0     | 84        | 2         | 441   | 13    |

### Выступления за сборную
| Бельгия | Бельгия | Бельгия |
| Год     | Игры    | Голы    |
| ------- | ------- | ------- |
| 2006    | 1       | 0       |
| 2007    | 3       | 0       |
| 2008    | 0       | 0       |
| 2009    | 3       | 0       |
| 2010    | 5       | 1       |
| 2011    | 6       | 1       |
| 2012    | 2       | 0       |
| 2013    | 4       | 0       |
| 2014    | 7       | 1       |
| 2015    | 6       | 0       |
| 2016    | 2       | 0       |
| Всего   | 39      | 3       |

| Матчи и голы Ломбертса за сборную Бельгии | Матчи и голы Ломбертса за сборную Бельгии | Матчи и голы Ломбертса за сборную Бельгии | Матчи и голы Ломбертса за сборную Бельгии | Матчи и голы Ломбертса за сборную Бельгии | Матчи и голы Ломбертса за сборную Бельгии | Матчи и голы Ломбертса за сборную Бельгии |
| ----------------------------------------- | ----------------------------------------- | ----------------------------------------- | ----------------------------------------- | ----------------------------------------- | ----------------------------------------- | ----------------------------------------- |
| №                                         | Дата                                      | Оппонент                                  | Счёт                                      | Голы Ломбертса                            | Соревнование                              |                                           |
| 1                                         | 11 мая 2006                               | Саудовская Аравия                         | 2:1                                       | −                                         | Товарищеский матч                         |                                           |
| 2                                         | 22 августа 2007                           | Сербия                                    | 3:2                                       | −                                         | Отборочные матчи ЧЕ-2008                  |                                           |
| 3                                         | 13 октября 2007                           | Финляндия                                 | 0:0                                       | −                                         | Отборочные матчи ЧЕ-2008                  |                                           |
| 4                                         | 17 октября 2007                           | Армения                                   | 3:0                                       | −                                         | Отборочные матчи ЧЕ-2008                  |                                           |
| 5                                         | 10 октября 2009                           | Турция                                    | 2:0                                       | −                                         | Отборочные матчи ЧМ-2010                  |                                           |
| 6                                         | 14 октября 2009                           | Эстония                                   | 0:2                                       | −                                         | Отборочные матчи ЧМ-2010                  |                                           |
| 7                                         | 14 ноября 2009                            | Венгрия                                   | 3:0                                       | −                                         | Товарищеский матч                         |                                           |
| 8                                         | 3 марта 2010                              | Хорватия                                  | 0:1                                       | −                                         | Товарищеский матч                         |                                           |
| 9                                         | 19 мая 2010                               | Болгария                                  | 2:1                                       | −                                         | Товарищеский матч                         |                                           |
| 10                                        | 11 августа 2010                           | Финляндия                                 | 0:1                                       | −                                         | Товарищеский матч                         |                                           |
| 11                                        | 8 октября 2010                            | Казахстан                                 | 2:0                                       | −                                         | Отборочные матчи ЧЕ-2012                  |                                           |
| 12                                        | 12 октября 2010                           | Австрия                                   | 4:4                                       | 1                                         | Отборочные матчи ЧЕ-2012                  |                                           |
| 13                                        | 29 марта 2011                             | Азербайджан                               | 4:1                                       | −                                         | Отборочные матчи ЧЕ-2012                  |                                           |
| 14                                        | 3 июня 2011                               | Турция                                    | 1:1                                       | −                                         | Отборочные матчи ЧЕ-2012                  |                                           |
| 15                                        | 10 августа 2011                           | Словения                                  | 0:0                                       | −                                         | Товарищеский матч                         |                                           |
| 16                                        | 2 сентября 2011                           | Азербайджан                               | 1:1                                       | −                                         | Отборочные матчи ЧЕ-2012                  |                                           |
| 17                                        | 6 сентября 2011                           | США                                       | 1:0                                       | 1                                         | Товарищеский матч                         |                                           |
| 18                                        | 11 октября 2011                           | Германия                                  | 1:3                                       | −                                         | Отборочные матчи ЧЕ-2012                  |                                           |
| 19                                        | 29 февраля 2012                           | Греция                                    | 1:1                                       | −                                         | Товарищеский матч                         |                                           |
| 20                                        | 25 мая 2012                               | Черногория                                | 2:2                                       | −                                         | Товарищеский матч                         |                                           |
| 21                                        | 6 февраля 2013                            | Словакия                                  | 2:1                                       | −                                         | Товарищеский матч                         |                                           |
| 22                                        | 14 августа 2013                           | Франция                                   | 0:0                                       | −                                         | Товарищеский матч                         |                                           |
| 23                                        | 6 сентября 2013                           | Шотландия                                 | 2:0                                       | −                                         | Отборочные матчи ЧМ-2014                  |                                           |
| 24                                        | 11 октября 2013                           | Хорватия                                  | 2:1                                       | −                                         | Отборочные матчи ЧМ-2014                  |                                           |
| 25                                        | 5 марта 2014                              | Кот-д’Ивуар                               | 2:2                                       | −                                         | Товарищеский матч                         |                                           |
| 26                                        | 26 мая 2014                               | Люксембург                                | 5:1                                       | −                                         | Товарищеский матч                         |                                           |
| 27                                        | 27 июня 2014                              | Республика Корея                          | 1:0                                       | −                                         | Финальные матчи ЧМ-2014                   |                                           |
| 28                                        | 4 сентября 2014                           | Австралия                                 | 2:0                                       | −                                         | Товарищеский матч                         |                                           |
| 29                                        | 10 октября 2014                           | Андорра                                   | 6:0                                       | −                                         | Отборочные матчи ЧЕ-2016                  |                                           |
| 30                                        | 13 октября 2014                           | Босния и Герцеговина                      | 1:1                                       | −                                         | Отборочные матчи ЧЕ-2016                  |                                           |
| 31                                        | 12 ноября 2014                            | Исландия                                  | 3:1                                       | 1                                         | Отборочные матчи ЧЕ-2016                  |                                           |
| 32                                        | 16 ноября 2014                            | Уэльс                                     | 0:0                                       | −                                         | Отборочные матчи ЧЕ-2016                  |                                           |
| 33                                        | 31 марта 2015                             | Кипр                                      | 5:0                                       | −                                         | Отборочные матчи ЧЕ-2016                  |                                           |
| 34                                        | 31 марта 2015                             | Израиль                                   | 0:1                                       | −                                         | Отборочные матчи ЧЕ-2016                  |                                           |
| 35                                        | 7 июня 2015                               | Франция                                   | 3:4                                       | −                                         | Товарищеский матч                         |                                           |
| 36                                        | 12 июня 2015                              | Уэльс                                     | 1:0                                       | −                                         | Отборочные матчи ЧЕ-2016                  |                                           |
| 37                                        | 13 октября 2015                           | Израиль                                   | 3:1                                       | −                                         | Отборочные матчи ЧЕ-2016                  |                                           |
| 38                                        | 13 ноября 2015                            | Италия                                    | 3:1                                       | −                                         | Товарищеский матч                         |                                           |
| 39                                        | 30 марта 2016                             | Португалия                                | 2:1                                       | −                                         | Товарищеский матч                         |                                           |

Итого: 39 матчей / 3 гола; 22 победы, 11 ничьих, 6 поражений.

## Достижения
«Зенит»:
- Обладатель Кубка УЕФА: 2007/08
- Чемпион России (4): 2007, 2010, 2011/12, 2014/15
- Обладатель Кубка России (2): 2010, 2016
- Обладатель Суперкубка России: 2015

Итого: 8 трофеев
Личные
- В списках 33 лучших футболистов чемпионата России (5): № 1 (2011/2012, 2014/2015); № 2 (2010); № 3 (2007, 2012/2013)
- Лучший иностранный игрок чемпионата России: 2011/12

## Личная жизнь
Отец Николаса — юрист, мать — домохозяйка. Есть 2 сестры.
Ломбертс — поклонник танцевальной музыки.
До переезда в Россию учился в юридическом колледже. Владеет пятью языками: нидерландским, французским, английским, немецким и русским.
В июне 2011 года Ломбертс официально оформил отношения со своей девушкой Каролиной. Церемония бракосочетания прошла в Брюгге. 7 октября 2016 года у пары родилась дочь Виктория.